# 永井荷風
永井 荷風（ながい かふう、1879年〈明治12年〉12月3日 - 1959年〈昭和34年〉4月30日）は、日本の小説家。本名は永井 壯吉（）。号に金阜山人（）、断腸亭（）ほか。日本芸術院会員、文化功労者、文化勲章受章者。
東京市小石川区（現在の文京区）出身。父・久一郎は大実業家だったが、荷風は落語や歌舞伎の世界に入り浸った。父は荷風を実業家にするために渡米させるが、荷風はアメリカ駐在を経てフランスにも滞在、同時代のフランス文学を身につけ帰国した。明治末期に師・森鷗外の推薦で慶応義塾教授となるが、江戸文化を無秩序に破壊しただけの幕末維新以後の東京の現状を嘆き、以後は、江戸期の戯作者的な態度を装った生涯を貫いた。

## 生涯

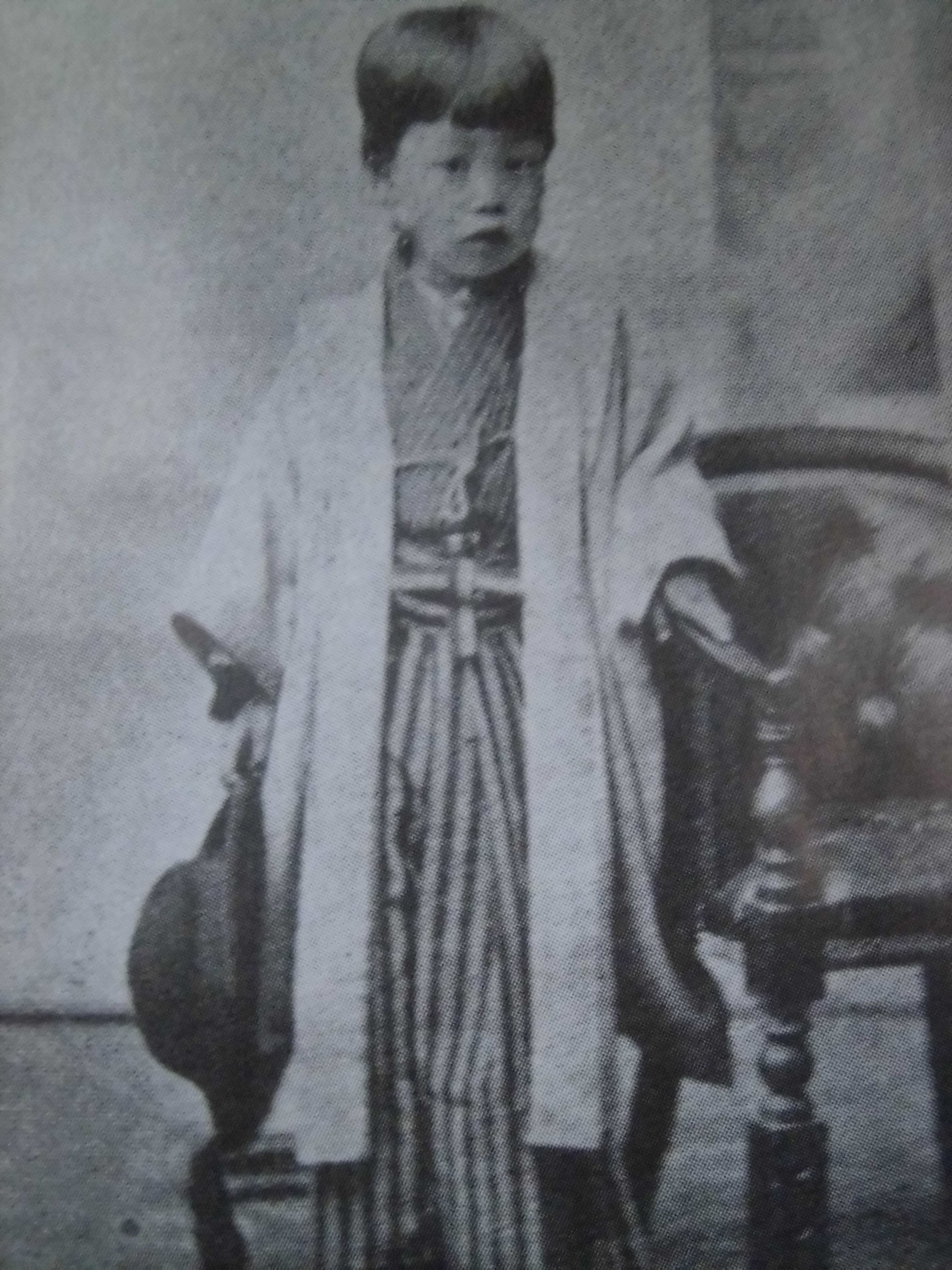
6歳の永井

### 幼年から少年時代
永井久一郎と恒（つね）の長男として、東京市小石川区金富町四十五番地（現：文京区春日二丁目）にて出生。父・久一郎はプリンストン大学やボストン大学に留学経験もあるエリート官吏で、内務省衛生局に勤務していた（のち日本郵船に天下った）。母・恒は、父久一郎の師でもあった儒者鷲津毅堂の次女。
東京女子師範学校附属幼稚園（現在のお茶の水女子大学附属幼稚園）、小石川区小日向台町（現：文京区小日向二丁目）に存在した黒田小学校初等科、東京府尋常師範学校附属小学校高等科（現：東京学芸大学附属竹早小学校）と進み、1891年に神田錦町にあった高等師範学校附属尋常中学校（現：筑波大学附属中学校・高等学校）2年に編入学した。また芝居好きな母親の影響で歌舞伎や邦楽に親しみ、漢学者・岩渓裳川から漢学を、画家・岡不崩からは日本画を、内閣書記官の岡三橋からは書をそれぞれ学ぶ。

### 文学への目覚め
1894年に病気になり一時休学するが、その療養中に『水滸伝』や『八犬伝』『東海道中膝栗毛』などの伝奇小説や江戸戯作文学に読みふけった。彼自身「もしこの事がなかったら、わたくしは今日のように、老に至るまで閑文字を弄ぶが如き遊惰の身とはならず、一家の主人ともなり親ともなって、人間並の一生涯を送ることができたのかもしれない」（『十六、七のころ』岩波文庫より）と書いているように、後の文学活動への充電期間でもあった。また、帝国大学第二病院に入院中に恋心を寄せた看護婦の名・お蓮に因み「荷風」の雅号を用いたのもこの頃である。
中学在学中は、病気による長期療養が元で一年留年し、「幾年間同じ級にいた友達とは一緒になれず、一つ下の級の生徒になったので、以前のように学業に興味を持つことが出来ない。……わたくしは一人運動場の片隅で丁度その頃覚え始めた漢詩や俳句を考えてばかりいるようになった」（『十六、七のころ』より）とあるように文学活動を始めていたが、軟派と目を付けられ寺内寿一（後の元帥）らに殴打される事件に遭っている。1897年3月中学を卒業する。同年7月第一高等学校入試に失敗、9月には家族と上海に旅行し、帰国後の1898年、旅行記『上海紀行』を発表。これが現存する荷風の処女作といわれている。
1897年、神田区一ツ橋に新設された官立高等商業学校附属外国語学校清語科（現：東京外国語大学）に入学し、99年に中退した。

### 新進作家として
1898年、広津柳浪に入門、1899年清の留学生羅蘇山人の紹介で巖谷小波の木曜会に入る。1900年、『文藝倶楽部』の三宅青軒の紹介で、歌舞伎座に座付作者として入る。1901年、暁星中学の夜学でフランス語を習い始め、エミール・ゾラの『大地』ほかの英訳を読んで傾倒した。1898年から習作を雑誌に発表し、1902年から翌年にかけ、『野心』（1902年4月8日）、『地獄の花』（1902年9月10日）、『夢の女』、翻訳『女優ナナ』（ゾラ作、1903年9月24日）を刊行する。特に『地獄の花』は森鷗外に絶賛され、彼の出世作となる。一方、江戸文学の研究のために落語家六代目朝寝坊むらくの弟子となり、夢之助を名乗って活動したのもこの頃である。
旺盛な創作活動の一方では、荷風の権力に対する反骨精神も作品に反映することもあった。特に1902年発表の『新任知事』は、叔父の福井県知事阪本釤之助をモデルとしたといわれ、これがもとで釤之助は荷風を絶縁する事件が起こっている。

### 外遊
1903年（24歳）9月22日、父の意向で実業を学ぶべく渡米、1907年までタコマ、カラマズー、ニューヨーク、ワシントンD.C.などにあってフランス語を修める傍ら、日本大使館や横浜正金銀行に勤めた。銀行勤めと米国に結局なじめず、たっての願いであったフランス行きを父親のコネを使って実現させ、1907年7月から1908年にかけ約10ヶ月フランスに滞在した。横浜正金銀行リヨン支店に8か月勤め（当時リヨンは一大金融都市だった）、退職後パリに遊び、モーパッサンら文人の由緒を巡り、上田敏と知り合った。
外遊中の荷風はリヒャルト・ワーグナー作『トリスタンとイゾルデ』を皮切りにオペラや演奏会に足繁く通い、それが『西洋音楽最近の傾向』『欧州歌劇の現状』などに実った。ヨーロッパのクラシック音楽の現状、知識やリヒャルト・シュトラウス、ドビュッシーなど近代音楽家を紹介した端緒といわれ、日本の音楽史に功績を残している。1908年7月、帰国した。

### 充実の時代
1908年（29歳）、『あめりか物語』を発表。翌1909年の『ふらんす物語』と『歓楽』は風俗壊乱として発売禁止の憂き目にあうが（退廃的な雰囲気や日本への侮蔑的な表現などが嫌われたようである）、夏目漱石からの依頼により1909年12月13日から1910年2月28日まで東京朝日新聞に『冷笑』が連載され、その他『新帰朝者日記』『深川の唄』などの傑作を発表するなど荷風は新進作家として注目され、鷗外、漱石や小山内薫、二代目市川左團次など文化人演劇関係者たちと交友を持った。
1910年、森鷗外と上田敏の推薦で慶應義塾大学文学部の主任教授となる。教育者としての荷風はハイカラーにボヘミアンネクタイという洒脱な服装で講義に臨んだ。内容は仏語、仏文学評論が主なもので、時間にはきわめて厳格だったが、関係者には「講義は面白かった。しかし雑談はそれ以上に面白かった」と佐藤春夫が評したように好評だった。この講義から澤木四方吉、水上瀧太郎、松本泰、小泉信三、久保田万太郎などの人材が生まれている。この頃の荷風は八面六臂の活躍を見せ、木下杢太郎らのパンの会に参加して谷崎潤一郎を見出したり、訳詩集『珊瑚集』の発表、雑誌『三田文学』を創刊し谷崎や泉鏡花の創作の紹介などを行っている。
そのうちに一人、痩躯長身に黒つぽい背広を着、長い頭髪をうしろの方へ油で綺麗に撫でつけた、二十八九歳の瀟洒たる紳士が会場の戸口へ這入つて来た。彼はその顔の輪廓が俎板の如く長方形で頤の骨が張り、やゝ病的な青く浅黒い血色をし、受け口の口元にだだツ児みたいな俤を残してゐて、黒い服とひよろ高い身の丈とが、すつきりしてゐる反面に、何処かメフィストフェレスのやうな感じがしないでもなかつた。「永井さんだ」と、誰かゞ私の耳の端はたで云つた。私も一と眼で直ぐさう悟つた。そして一瞬間、息の詰まるやうな気がした。と、永井氏は控へ室の知人と顔を見合はせて、莞爾として、その長い上半身を丁寧に折り曲げつゝお辞儀をした。氏のその動作が甚だ優雅に見えた。「いゝね！」と、大貫が私に云つた。「いゝね！」と、私も同じことを云つた。（これが私の永井先生を「見た」最初であつた。と云ふのは、木村は前から先生を知つてゐたので、或る日彼が電話で先生と話してゐた時、その電話には受話器が二つ附いてゐたのを幸ひ、私はもう一つの受話器を取つて、余所ながら先生の声を「聞いた」ことはあつた）—谷崎潤一郎『青春物語』「パンの会」のこと
また、文学者のパトロン的存在だった西園寺公望にも可愛がられ、西園寺邸で行われた雨聲会に、鷗外、鏡花、島崎藤村、大町桂月、広津柳浪、田山花袋ら先輩の文学者らと参加した。西園寺は父と交際があり、「西園寺公は荷風君を見て『イヤ君のお父さんには、ずゐぶん君のことで泣かれたものだよ』と笑ってゐた」という。

### 私生活の破綻
華やかな教授職の一方で芸妓との交情を続けたため、私生活は必ずしも安泰でなく周囲との軋轢を繰り返した。1912年、商家の娘・斉藤ヨネと結婚させられた（赤坂星ヶ丘茶寮で結婚式）が、1913年に父が没して家督を継いで間もなく離縁している。1914年、新橋の芸妓・八重次（のちの藤蔭静枝）を入籍（八百善で結婚式）して、末弟威三郎や親戚との折り合いを悪くした。しかも八重次との生活も、翌年には早くも別居、荷風は京橋区築地（現：中央区築地）の借家へ移った。以降妻帯することはなかった。
関係した女性たちについては、自身は『断腸亭日乗』1936年1月30日の記事に列記している。

### 戯作者として生きる

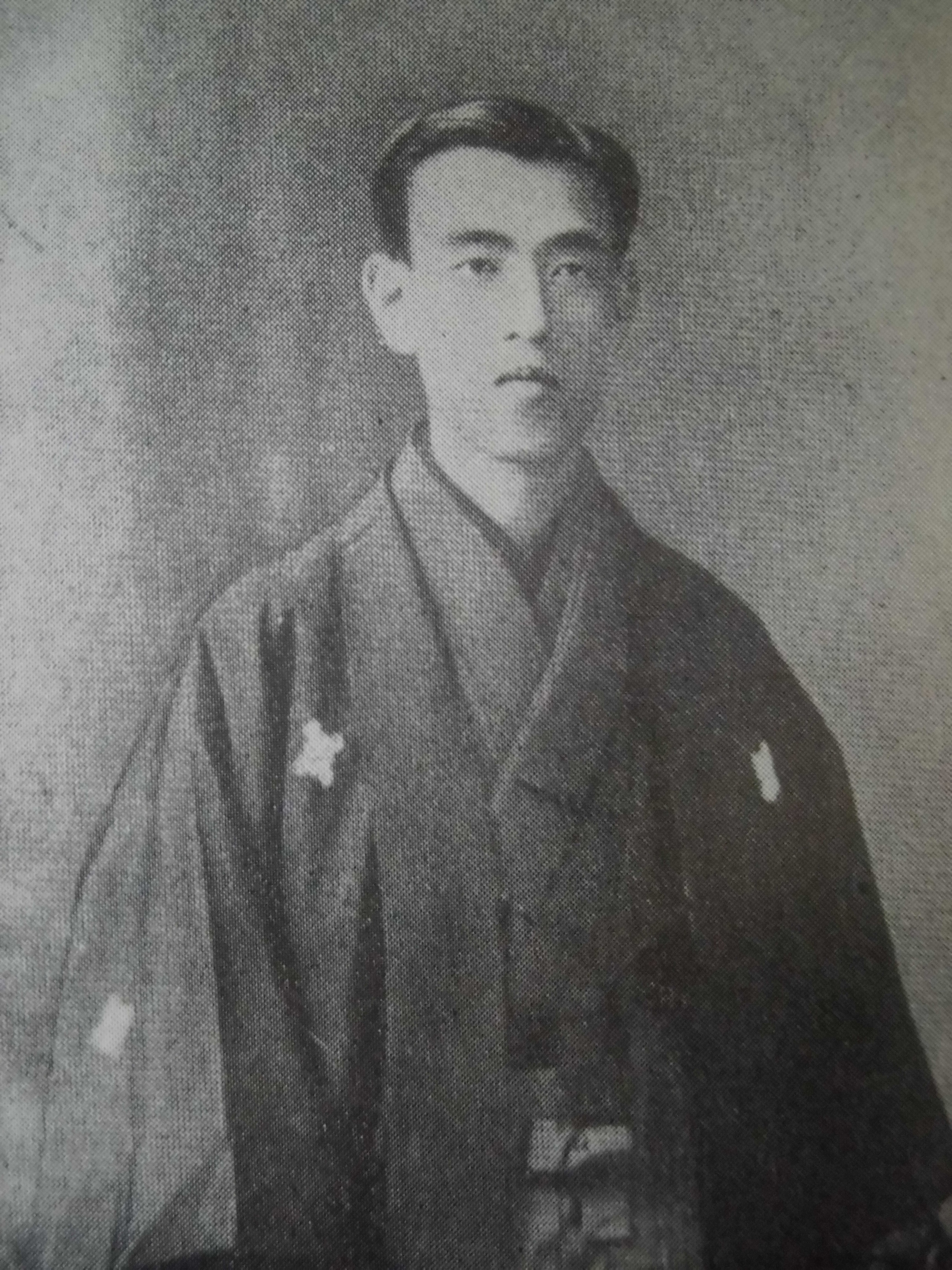
『新橋夜話』（1912年（大正元年）11月刊）頃の荷風

1910年の大逆事件の際、荷風は「日本はアメリカの個人尊重もフランスの伝統遵守もなしに上辺の西欧化に専心し、体制派は、逆らう市民を迫害している。ドレフュス事件を糾弾したゾラの勇気がなければ、戯作者に身をおとすしかない」と考えたという（「花火」1919年）。
以降は江戸の面影を求めて、杖は先哲の墓や遊里に向かい、筆は懐古の随筆や花柳小説の創作に向かい、1914年に『江戸藝術論』、『三田文学』1914年8月-1915年6月に江戸の名残を求めた散策を主題とする随筆『日和下駄』を発表、11月刊行。同年1月20日の『夏姿』は発禁となった。フランス文学に関しても少なからぬ造詣を持ち、アンドレ・ジッドやポール・クローデルの原書を読めと、後進に勧めている。
1916年ごろには『三田文学』の運営をめぐって慶應義塾側との間に意見の対立が深刻化し、荷風は大学教授職を辞している。その後は創作に専念する傍ら雑誌『文明』（1916年4月-1918年9月。30号）を友人の井上唖々とともに立ち上げ、太田蜀山人、寺門静軒、柏木如亭、成島柳北などの江戸戯作者や文人の世界に耽溺するようになった。

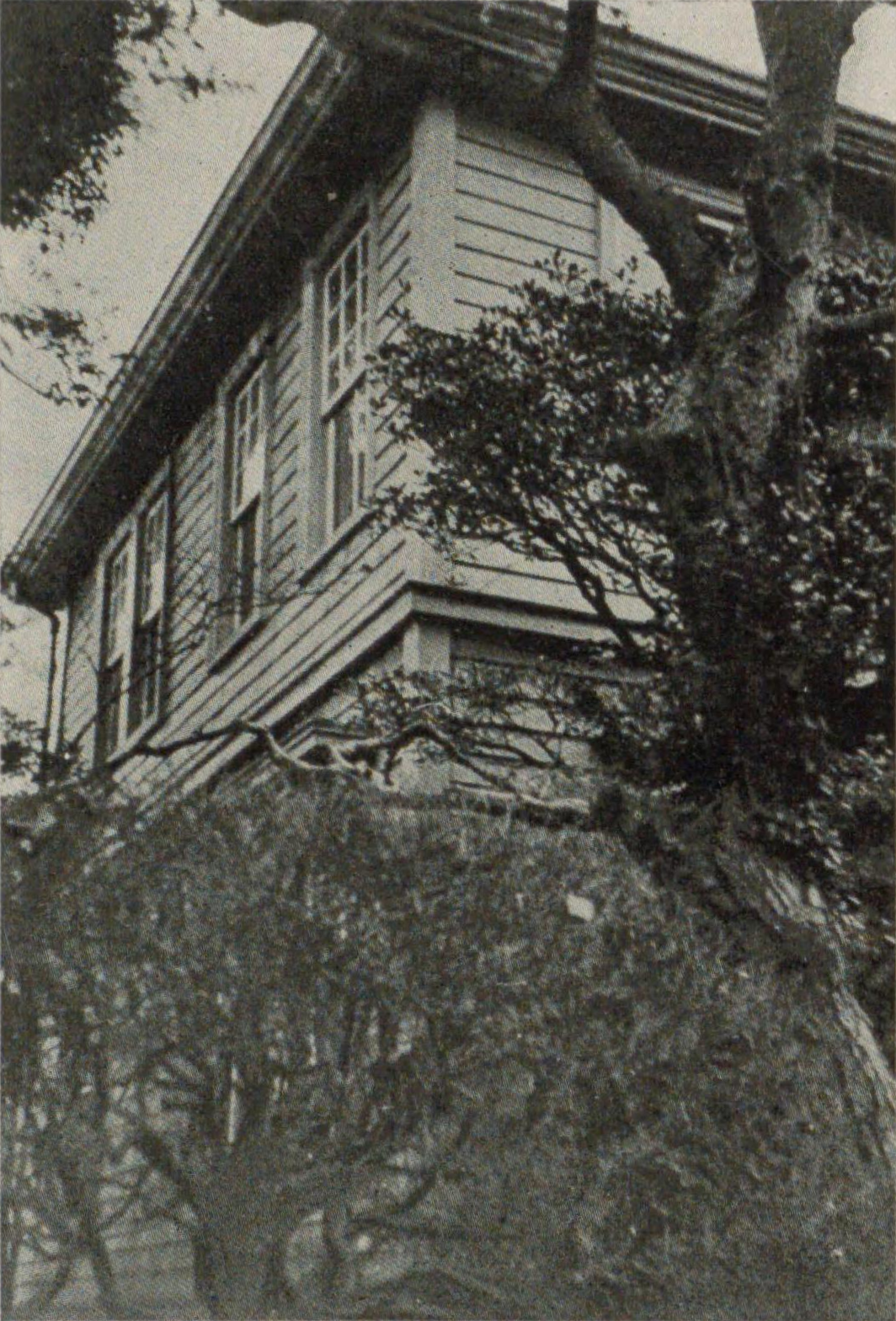
偏奇館

慶應大を辞して間もなく、余丁町の邸内の一隅に戻り住んで「断腸亭」と名付け、1917年9月16日から『断腸亭日乗』を綴り始めた。断腸亭の名は荷風が腸を病んでいた事と秋海棠（別名、断腸花）が好きだった事に由来する。1918年、余丁町の屋敷を売り、築地二丁目に寓居して翌年、麻布市兵衛町一丁目（現港区六本木一丁目）に新築した偏奇館へ移る。外装の「ペンキ」と己の性癖の「偏倚」にかけた命名である。ここでは時折、娼婦や女中を入れることはしたが、妻帯し家族を持つのは創作の妨げと公言し、基本的には一人暮らしだった。
この頃、中期の名作『腕くらべ』、『おかめ笹』（『中央公論』1918年1月、続編は『花月』5月-11月。1920年4月刊）などを発表するなど旺盛な創作活動の傍ら、左團次、小山内のほか川尻清潭、岡鬼太郎、山崎紫紅、池田大伍らと交流をもち、南北物の復活狂言の演出や江戸期の文人墨客の研究を行っている。

### 新境地開拓
1926年（47歳）頃から、銀座のカフェーに出入りする。荷風の創作の興味は旧来の芸者から新しい女給や私娼などに移り、1931年『つゆのあとさき』、1934年『ひかげの花』など新境地の作品を作り出す。この頃に各出版社から荷風の全集本が発売されたことにより多額の印税が入り、生活に余裕が生まれ、さらなる創作活動を迎える。旺盛な執筆の傍ら寸暇を惜しんで、友人の神代帚葉らと銀座を散策したり、江東区荒川放水路の新開地や浅草の歓楽街、玉の井の私娼街を歩む。そんな成果が実り、1937年、『濹東綺譚』を朝日新聞に連載した。随筆では、下町の散策を主題とした『深川の散歩』『寺じまの記』『放水路』などの佳作を発表した。
浅草の軽演劇やレビューにも進んで見学し、踊り子や劇場関係者と親交を結んだが、特筆すべきは、1938年（昭和13年）に銀座で知った作曲家菅原明朗と歌劇『葛飾情話』を作って浅草オペラ館で上演したことである。日本人の創作による本格的な歌劇上演の試みとして話題を集め、成功に気をよくした荷風は『葛飾情話』の映画化や第二作『浅草交響楽』の案も練っていたが、時局の悪化で中止の止むなきとなった。このときのアルト永井智子が菅原と結婚し、以後荷風と夫婦ぐるみの付き合いになった。

### 戦乱の中で
戦争の深まりにつれ、新作の新刊上梓は難しくなったが、荷風は『浮沈』『勲章』『踊子』などの作品や『断腸亭日乗』の執筆を続けた。草稿は複数部筆写して知友に預け、危急に備えている。戦争の影響は容赦なく私生活に悪影響を与え、食料や燃料に事欠くようになる

。
1945年3月10日払暁の東京大空襲で偏奇館は焼亡、荷風は草稿を抱えて避難したがおびただしい蔵書は灰燼に帰した
。
以降、荷風は菅原夫妻を頼って中野区住吉町（現東中野四丁目）から明石市、さらに岡山市を転々とするがそのたびに罹災し、ようよう7月3日同市巌井三門町（現岡山市北区三門東町）の民家に落ち着く。すでに66歳となっていた荷風は、この倉皇の期にも散策と日記を怠っていないが、度重なる空襲と避難の連続で下痢に悩まされたり、不安神経症の症状が見られなど身体に変調をきたす。同行した永井智子の大島一雄宛の手紙には、「最近はすつかり恐怖病におかかりになり、あのまめだつた方が横のものをたてになさることもなく、まるで子供のようにわからなくなつてしまひ、私達の一人が昼間一寸用事で出かけることがあつても、『困るから出かけないでくれ』と云われるし、食べた食事も忘れて『朝食べたかしら』なぞと、云われる始末です。……」と荷風の状況が生々しく書かれている。
岡山県勝山に疎開していた谷崎潤一郎は、恩人の荷風宛に身の回りの品を郵送するなど、身辺を気遣った。8月13日荷風は勝山を訪れて谷崎に歓待され、草稿を預けた
。
翌日岡山へ戻って「休戦」を知った。荷風は帰心矢の如く、8月30日、村田武雄（音楽評論家）が入手した切符で同夫妻と上り列車に乗り翌31日帰京。このあまりにも唐突な荷風の行動に、永井智子は常々帰京する時は3人一緒と約束していたのにと気分を害し、「私達の裏切られた気持ちは心の寂しさは一代の大家をみそこねていた気持ちの悲しさで一杯です」（大島一雄宛の手紙より）とあるように衝撃を与え、以降、智子は荷風に会わなかった。

### 戦後の復活とその後
戦後は厳しい住宅事情とインフレによる預貯金封鎖のため、荷風は従弟大島一雄（杵屋五叟）やフランス文学者小西茂也など知人の家に同居を余儀なくされた。一人暮らしに慣れきった彼の生活様式は同居人への配慮のないもので、大島の三味線の稽古を妨害したり、硫黄臭のきつい皮膚病治療薬を浴槽に入れたり、縁側から庭へ放尿するなど、とても共同生活ができるものでなく、周囲と悶着を続けた。ために知人相磯凌霜の船橋市海神北一丁目の別荘を書斎代わりにした事もある。
大島一雄の次男永光と1944年に養子縁組をしたが、1947年夏、荷風の『ひとりごと』の草稿を大島の家族が無断で売却した争いがおこり、これが原因で離縁を弁護士に依頼したこともある。
作家活動としては、戦中書き溜めた作品のほか昭和二十年日記の一部を編集した『罹災日録』（『新生』1946年3月-6月）などを相次いで発表し、戦時中控えていた旧作の再版などで注目を浴びた。このあと、いくつかの新作を出しているが佳作に富むとは言えない。『勲章』（『新生』1946年1月）、『踊子』（『展望』1946年1月）、『浮沈』（『中央公論』1946年1月-6月）、『問はずがたり』（『展望』1946年7月）など。
1948年（69歳）、市川市菅野（現：東菅野二丁目）に家を買いようやく落ち着いた環境で生活できるようになる。そんな中で1950年、随筆集『葛飾土産』が出されている。荷風自身も心身ともに余裕ができ、背広に下駄履きで浅草や葛飾の旧跡を散策するようになる。1949年から翌年にかけて、浅草ロック座などで『渡り鳥いつ帰る』『春情鳩の街』などの荷風作の劇が上演され、荷風自身特別出演として舞台に立ち、楽屋では踊り子たちと談笑する姿が新聞に載るなど話題を集めている。

### 孤老の晩年とその死

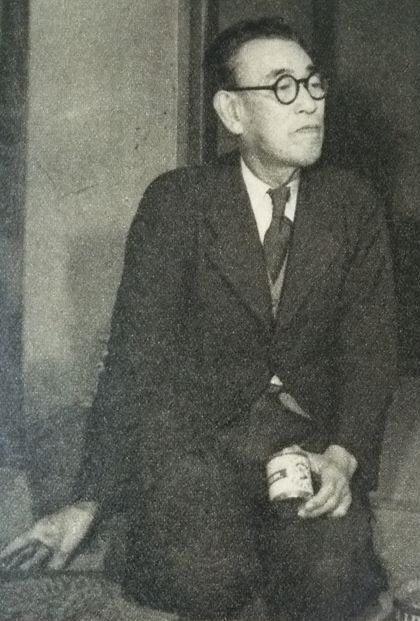
1952年

1952年、「温雅な詩情と高邁な文明批評と透徹した現実観照の三面が備わる多くの優れた創作を出した他江戸文学の研究、外国文学の移植に業績を上げ、わが国近代文学史上に独自の巨歩を印した」との理由で文化勲章を受章する。翌年日本芸術院会員に選ばれるなど名誉に包まれた。その一方では相変わらず浅草へ通い、フランスやアメリカの映画を繁く見ている。
創作活動は衰えてはいるが、それでもいくつかの短編が書かれたり、旧作の『あぢさゐ』が久保田万太郎の脚色で、新派の花柳章太郎により演じられるなど話題を集めた。1954年、恩師森鷗外の三十三回忌として、団子坂観潮楼跡に荷風揮毫による『沙羅の木』の碑文が建てられた。この時荷風は記念館造営のため五万円寄付している。
1957年（78歳）、八幡町四丁目（現：八幡三丁目）に転居、これが彼の終の棲家となる。
1959年3月1日、長年通い続けた浅草アリゾナで昼食中、「病魔歩行殆困難」（日乗）となる。その後は自宅に近い食堂大黒屋で食事をとる以外は家に引きこもり、病気に苦しむ荷風を見かねた知人が医者を紹介しても全く取り合わなかったという。
4月30日朝、自宅で遺体で見付かった。通いの手伝い婦が血を吐いて倒れているのを見つけ、最後の食事は大黒屋のかつ丼で血の中に飯粒が混ざっていた。胃潰瘍に伴う吐血による心臓麻痺と診断された。傍らに置かれたボストンバッグには常に持ち歩いた土地の権利証、預金通帳、文化勲章など全財産があった。中身の通帳の額面は総額2334万円を超えており、他に現金31万円余が入れられていた。
雑司ヶ谷霊園1種1号7側3番の、父久一郎が設けた墓域に葬られた。なお、故人は吉原の遊女の投込み寺、荒川区南千住二丁目の浄閑寺を好んで訪れ、そこに葬られたいと記していた。宮尾しげをと住職とが発議し、森於菟・野田宇太郎・小田嶽夫らが実行委員となり、計42人の発起人によって、1963年（昭和38年）5月18日、遊女らの「新吉原総霊塔」と向かい合わせに、谷口吉郎設計の詩碑と筆塚が建立された。

### その他

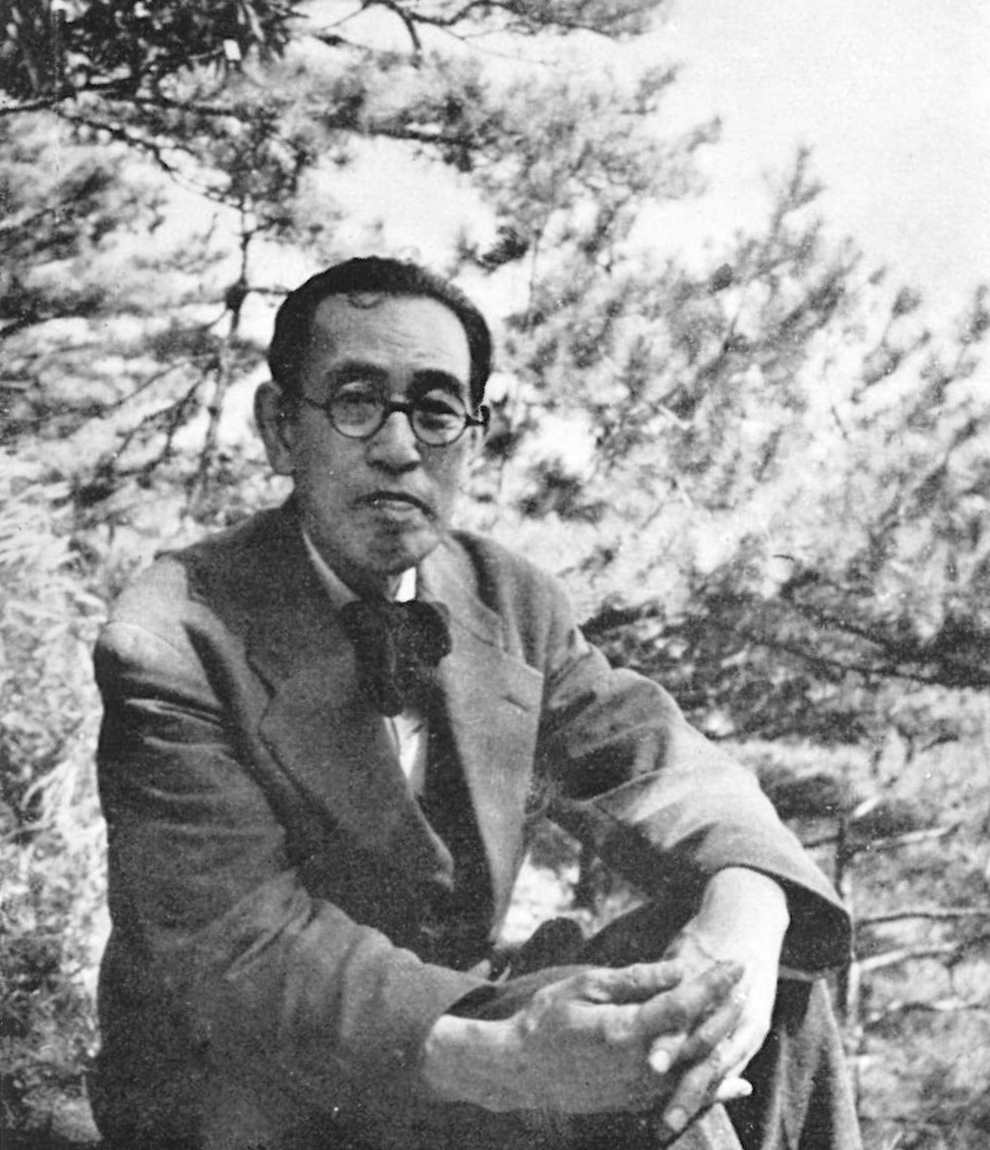
68歳の荷風（1947年）

- 偏奇館の跡地は泉ガーデンの敷地の一角に存在していた。その開発により往時の地形すら留めていないが敷地の片隅に港区教育委員会によって「偏奇館跡」の碑が建てられている（当時の地形を現在に当て嵌めると、偏奇館は空中に浮いている形となる）。
- 2004年、市川市の市制70周年式典で名誉市民の称号を贈られた[34]。
- 「著作権は『刊行会』が相続しては」との打診に、養子永光は同意しなかった。永光は、銀座でバー「徧喜舘」を経営していた。永光は、2012年4月25日に肺がんのため死去した、享年は奇しくも荷風と同じ79歳であった。なお、荷風の作品の著作権は、2010年1月1日に切れている。
- 枢密顧問官まで務めた叔父の阪本釤之助からは、生涯絶縁されたままだった。釤之助の庶子高見順が従弟と承知していたが、荷風はわざと敬遠した[35]。
- 詩人としての素質にも優れ、創作詩集『偏奇館吟草』を作ったり、俳句、漢詩も残している。
- ロック座にて『春情鳩の街』を上演した縁で、女優の桜むつ子とは交流があった。
- ロック座の踊り子に気に入った女性がいるとかわいがった。時には楽屋で待ち受け、視線の送り方などのアドバイスをしたという[36]。
- 自らが経営する待合の押入れに小さな穴を開けて、連日やってくる客の行為を覗き見しており、しかも、覗いて特に満足した客には席料を負けてあげていたと噂された[37]。
- 文学的嗜好は、「江戸庶民文学に通じてこれを摂取するところはあったが、徳川期以前の国文学に対する関心は稀薄であった。蜀山の狂歌に興味はありはしても、万葉古今から私家集の和歌や『源氏物語』以来の古典の物語にも殆んど無関心であり、例外としては降って『平家物語』を愛読していたにとどまる[38]」ものであった。
- 伝統回帰を主張した荷風であったが、その伝統や文化も江戸時代に留まるものであり、それ以前に遡る事はなく、古事記や万葉集などの時代へ回帰するものではなかった[注釈 23]。
- 来客嫌いで、記者や編集者を門前払いにすることが多く、縋る者に対しては堂々と面前で居留守を使った。態度も決して怒らず、表面上は丁寧に接しながら、相手の気持ちが萎えるテクニックを駆使したという[41]。
- 晩年の食事は外食が主だったが、自宅の庭先で七輪に土鍋をかけて雑炊などを作ることもあったという[42]。

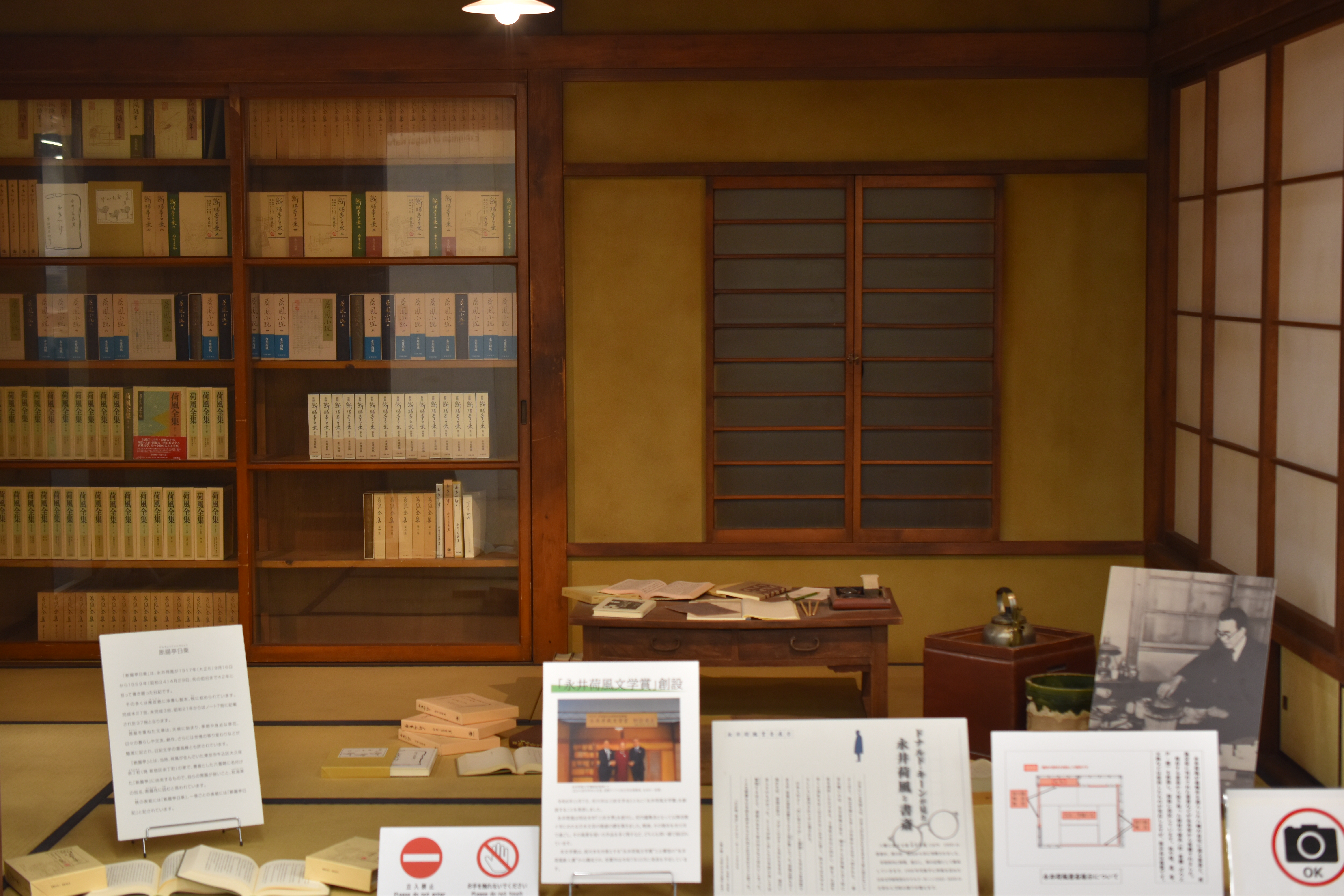
市川市役所内に再現された荷風の書斎

## 略年譜

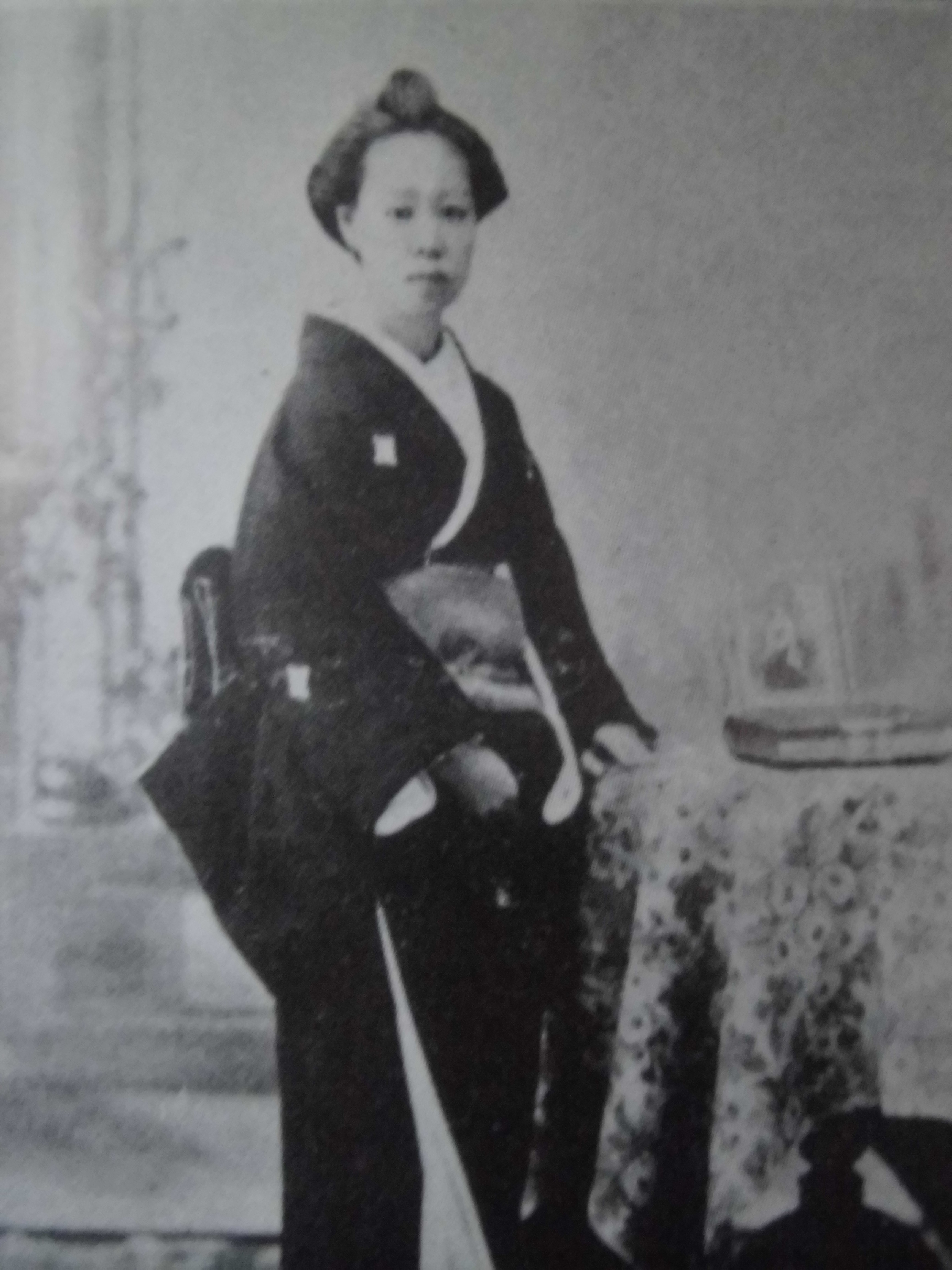
母の恆（1902年（明治35年）頃）

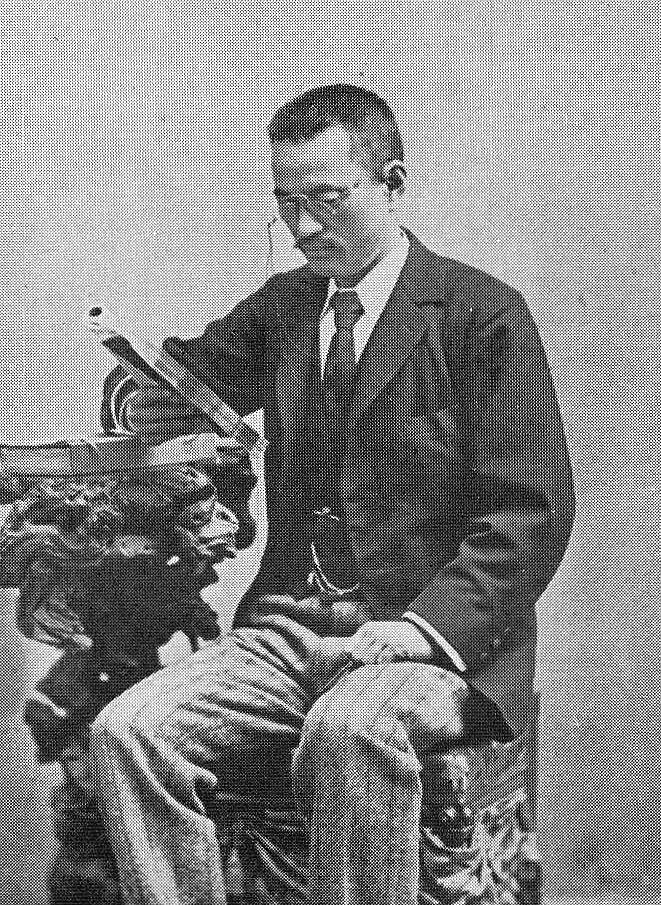
父・久一郎、日本郵船上海支店長時代
（1897年4月 - 1900年2月）

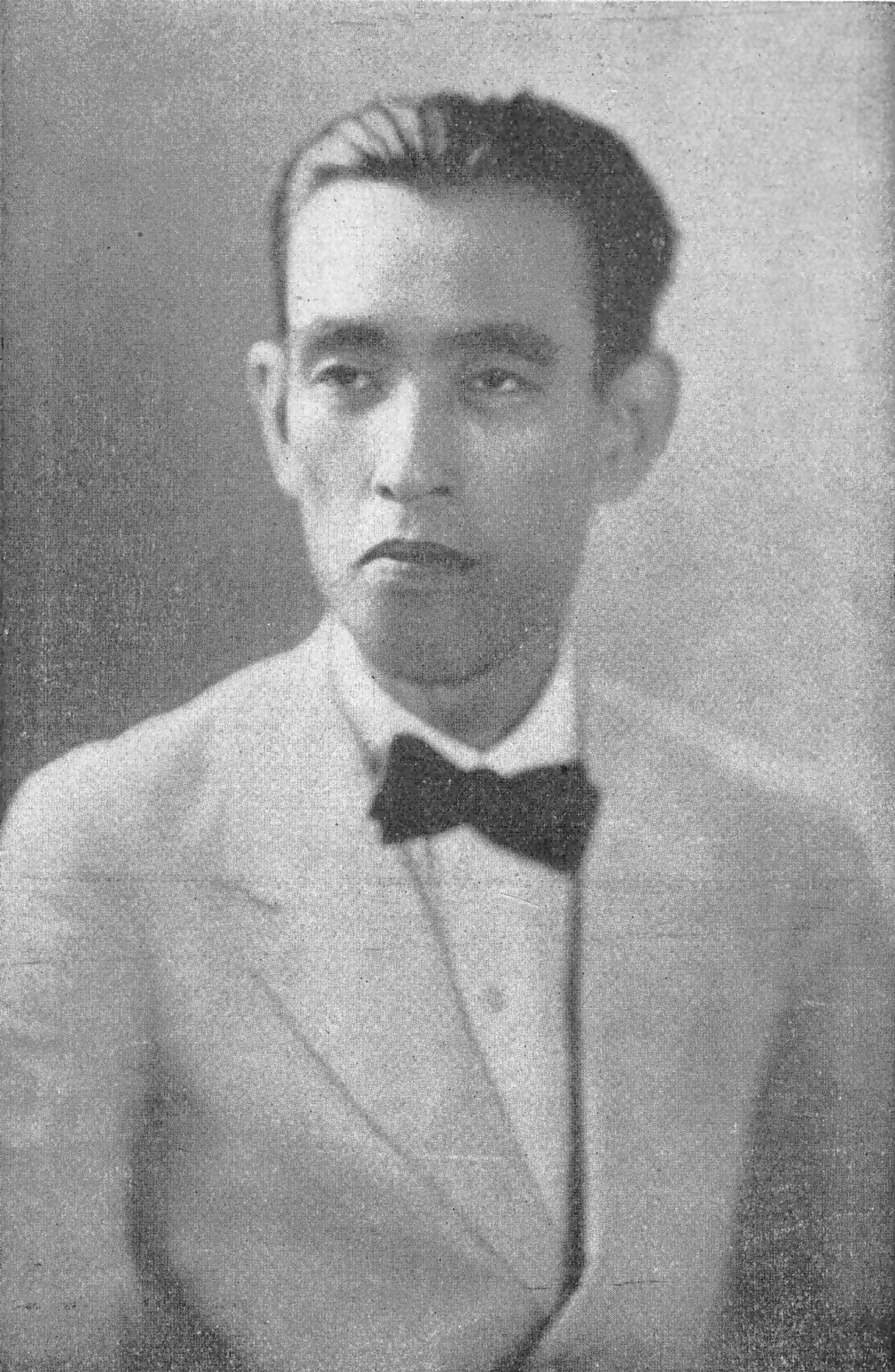
永井荷風
（1927年（昭和2年）8月）

- 1879年
12月3日 - 東京市小石川区金富町45番地（現文京区春日二丁目）に内務省衛生局事務取扱[43]の永井久一郎（尾張国（現愛知県出身）、号禾原・来青閣主人）、恒（つね）の長男として生まれた。母恒は儒者鷲津毅堂の二女。

- 1883年
2月5日 - 弟貞二郎（三菱銀行に勤めたのちキリスト教の牧師になる[1]。のち鷲津家を継ぐ）出生。荷風は下谷竹町の鷲津家に預けられ、祖母美代に育てられ、非常にかわいがられた。
- 1884年
- 鷲津家から東京女子師範学校附属幼稚園に通園。
- 1886年
- 小石川の実家に戻り、小石川区小日向の黒田小学校初等科に入学。
- 1887年
11月18日 - 弟威三郎出生（農務省官僚を経て大学教授になる[1]）。
- 1889年
4月 - 黒田小学校尋常科第4学年を卒業。
7月 - 竹早町の東京府尋常師範学校附属小学校高等科に入学。この年、父・久一郎は帝国大学書記官から文部省に入省。
- 1890年
- 父・久一郎が文部大臣芳川顕正の秘書官となり、麹町区（現千代田区）一丁目の官舎に移る。
- 1891年
6月 - 父・久一郎が文部省会計局長となり、一家は小石川の本邸に帰る。
9月 - 神田一ツ橋の高等師範学校附属尋常中学校（現・筑波大学附属中学校・高等学校）第2学年に編入学。
- 1893年
11月 - 父金富町の邸宅を売却し、一家は麹町区飯田町三丁目（現千代田区飯田橋）の黐（もち）ノ木坂中途の借家に移転。
- 1894年
10月 - 麹町区一番町42番地（現千代田区一番町）の借家に移転。
- 1896年
- 荒木竹翁について尺八を稽古し、岩渓裳川について漢詩作法を学ぶ。

- 1897年
2月 - 初めて吉原に遊ぶ。
- 中学校を卒業。父・久一郎が官を辞し、日本郵船会社に入社、上海支店長として赴任。第一高等学校入学試験に失敗。9月から11月まで両親、弟たちと一緒に上海で生活するが、帰国して、同年に新設された神田一ツ橋の高等商業学校（現一橋大学）附属外国語学校清語科に入学する[4][44]。
- 1898年
9月 - 『簾の月』という作品を携え、広津柳浪に入門。
- 1899年
1月 - 落語家六代目朝寝坊むらくの弟子となり、三遊亭夢之助の名で席亭に出入りする。秋、寄席出入りが父の知るところとなり、落語家修行を断念。『萬朝報』の懸賞小説に応募入選するなど、習作短編が新聞雑誌に載るようになる。
12月 - 外国語学校を第2学年のまま除籍となる。
- 1900年
2月 - 父・久一郎が日本郵船会社横浜支店長になる。この年巖谷小波を知り、その木曜会のメンバーとなる。また、歌舞伎座の立作者福地桜痴の門に入り作者見習いとして拍子木を入れる勉強を始める。
- 1901年
4月 - 日出国新聞に転じた桜痴とともに入社、雑誌記者となる。
9月 - 同社を解雇される。フランス語の初歩を学ぶ。年末ゾラの作を読み感動する。
- 1902年
5月 - 家族とともに牛込区大久保余丁町（現・新宿区余丁町）に転居
9月 - 『地獄の花』を刊行、ゾライズムの作風を深めた。
- 1903年
9月 - 父の勧めで渡米。
- 1905年
6月 - ニューヨークに出、翌月からワシントンの日本公使館で働く。
12月 - 父の配慮で横浜正金銀行ニューヨーク支店に職を得る。
- 1907年
7月 - 父の配慮でフランスの横浜正金銀行リヨン支店に転勤。
- 1908年
3月 - 銀行をやめる。2か月ほどパリに遊ぶ。
7月 - 神戸に到着。
8月 - 『あめりか物語』を博文館より刊行。
- 1909年
3月 - 『ふらんす物語』を博文館より刊行したが届出と同時に発売禁止となる。
- 1910年
2月 - 慶應義塾大学文学科刷新に際し、森鷗外、上田敏の推薦により、教授に就任。
5月 - 雑誌『三田文学』を創刊、主宰した
- 1911年
11月 - 「谷崎潤一郎氏の作品」を『三田文学』に発表。
- 1912年
9月 - 本郷湯島の材木商・斎藤政吉の次女ヨネと結婚。
- 1913年
1月2日 - 父・久一郎死去。家督を相続。
2月 - 妻ヨネと離婚。
- 1914年
8月 - 市川左団次夫妻の媒酌で、八重次と結婚式を挙げる。実家の親族とは断絶する[1]。
- 1915年
2月 - 八重次と離婚。
5月 - 京橋区（現中央区）築地一丁目の借家に移転。
- 1916年
1月 - 浅草旅籠町一丁目13番地の米田方に転居。
3月 - 慶應義塾を辞め、『三田文学』から手をひくこととする。余丁町の邸の地所を半分、子爵入江為守に売却し邸を改築。
5月 - 大久保余丁町の本邸に帰り、一室を断腸亭と名づけ起居。
8月 - 「腕くらべ」を『文明』に連載（ - 1917年10月）
9月 - 旅籠町の小家を買い入れ別宅としたが、1か月余りで売却し断腸亭に帰る。
- 1917年
9月 - 木挽町九丁目に借家し仮住居とし無用庵と名づける。9月16日 - 日記の執筆を再開（『断腸亭日乗』の始まり）
- 1918年
12月 - 大久保余丁町の邸宅を売却し京橋区（現中央区）築地二丁目30番地に移転。
- 1919年
12月 - 「花火」を『改造』に発表。

- 1920年
5月 - 麻布区（現港区）市兵衛町一丁目6番地の偏奇館に移転。
- 1923年
5月 - 来日したヴァイオリニスト、フリッツ・クライスラーの演奏を帝国劇場で聴く。
- 1926年
8月 - 銀座カフェー・タイガーに通い始める。
- 1936年
3月 - 向島の私娼窟玉の井通いを始める、
- 1937年
4月 - 『濹東綺譚』（私家版）を刊行。東京・大阪朝日新聞に連載（4月16日 - 6月15日）
9月8日 - 母恒死去。
- 1944年
3月 - 大島一雄（杵屋五叟）の次男永光を養子として迎える。
- 1945年
3月 - 東京大空襲で偏奇館焼失。
6月 - 明石を経て岡山へ疎開。
8月 - 岡山県勝山町に疎開中の谷崎潤一郎を訪問したのち、岡山三門町の武南家に戻り、そこで終戦を知る。
9月 - 熱海和田浜の木戸正方に疎開していた杵屋五叟宅に寄寓。
- 1946年
1月 - 千葉県市川市菅野258番地（現菅野三丁目）の杵屋五叟の転居先に寄寓。
- 1947年
1月 - 市川市菅野の小西茂也方に寄寓。
- 1948年
12月 - 市川市菅野1124番地（現東菅野二丁目）に瓦葺18坪の家を買い入れ、移転。
- 1952年
11月 - 文化勲章受章。
- 1954年
1月 - 日本芸術院会員に選ばれる。
- 1957年
3月 - 市川市八幡町四丁目1224番地（現八幡三丁目）に転居。
- 1959年
4月30日 - 死去。死因は胃潰瘍の吐血による窒息死（『荷風外傳』）。

## 家族・親族

### 永井家

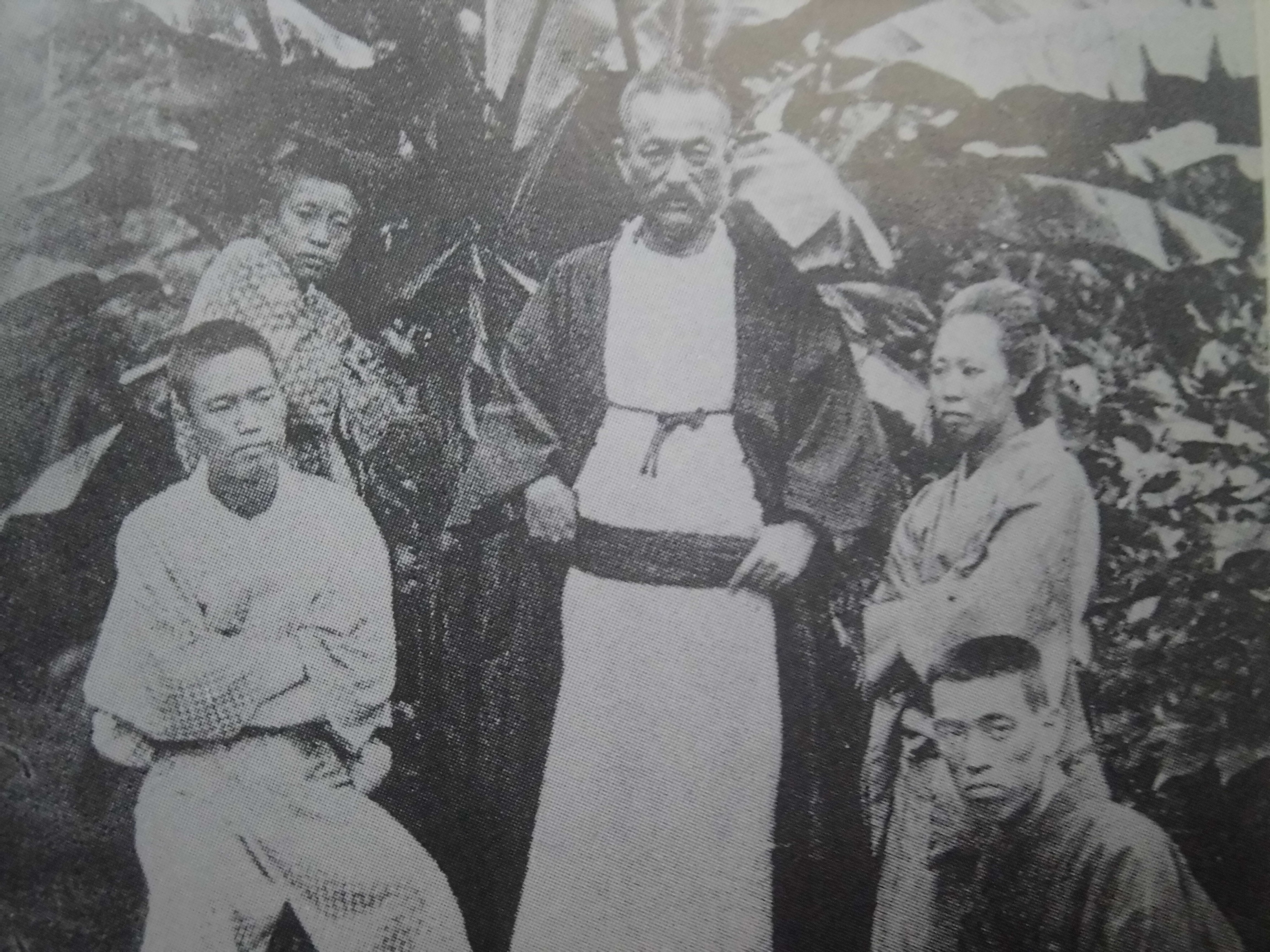
右より壮吉、母恆、父久一郎、弟威三郎、貞二郎
（1902年 - 1903年頃、余丁町永井邸にて）

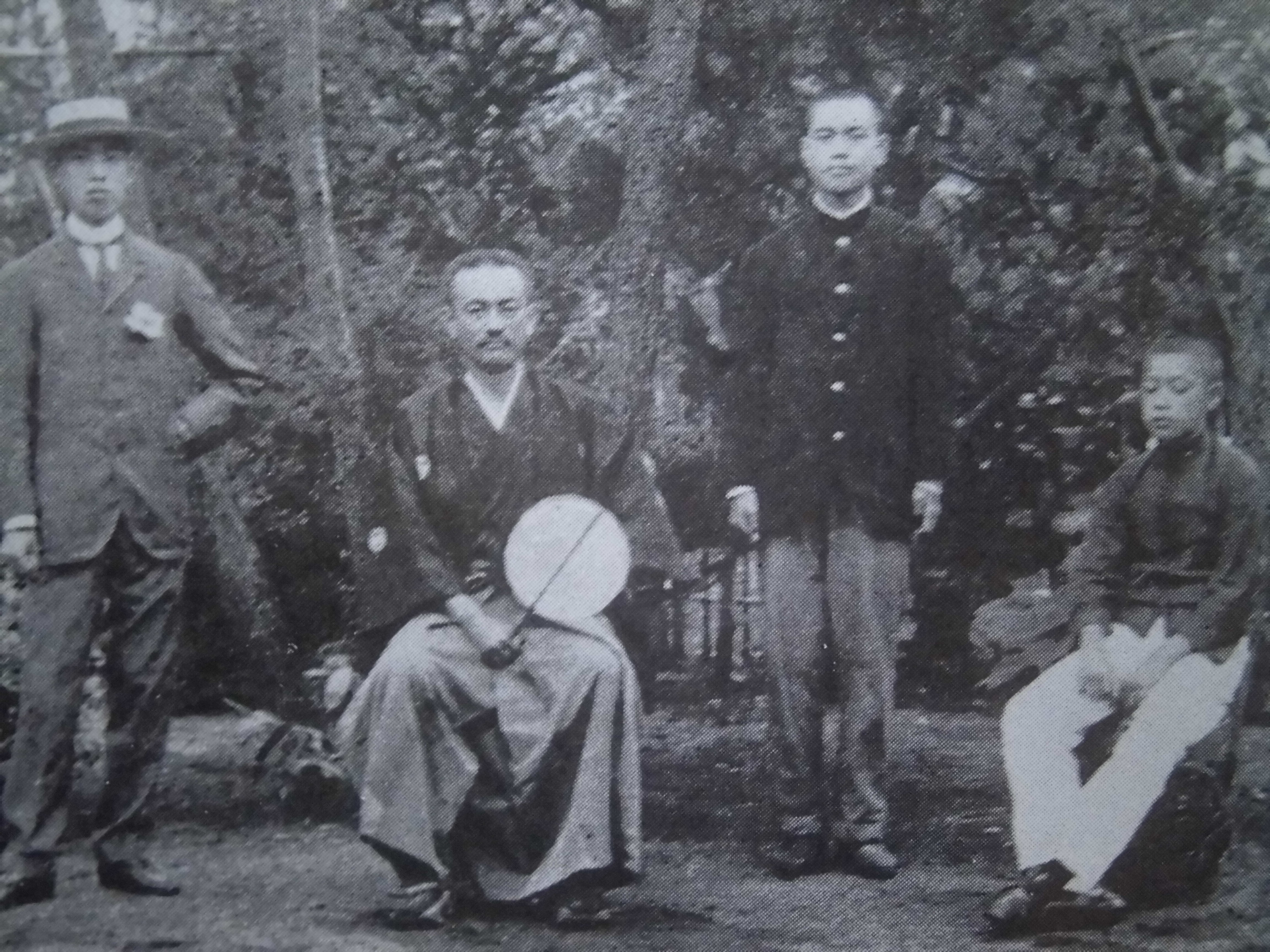
右より威三郎、貞二郎、久一郎、荷風
（1902年9月、大久保余丁町永井邸にて）

永井家の祖は、天正12年（1584年）の長久手の戦いに武功を挙げた戦国武将・永井直勝である。鈴木成元『永井直勝』によると、直勝は、長田氏を名のり、徳川家康の嫡男松平信康に仕えたが、信康自刃後に家康に仕えることとなり、その命によって「長田を改めて大江氏となり、家号を永井というようになった」という。この大江永井氏の始祖が、直勝の庶子久右衛門正直である。
弟・永井威三郎の『風樹の年輪』（俳句研究社、1968年）で、永井家の系譜を詳細に調べているが、それによると、「慶長十二年丁未（一六〇七）尾張国星崎荘大江永井家の始祖正直は、年廿三歳で牛毛荒井村に居を構えて一家を創立した。早くは知多郡板山村外で育ち、慶長の初めに愛知郡星崎荘本地村に移り、数年の後にこの地に移った」とある。正直は製塩業によって成功し、「巨利を得た」という。
荷風の一族からは、作家高見順、第1回衆議院議員永井松右衛門（12世）、外交官・ロンドン海軍軍縮会議全権永井松三（13世）、台湾総督府民政長官・神奈川県知事大島久満次（荷風の叔父）、福井県知事・名古屋市長・枢密顧問官の阪本釤之助、童謡歌手小鳩くるみなどの名士も出している。
- 父・久一郎（官僚）
- 母・つね（儒者鷲津毅堂次女）
- 弟・鷲津貞二郎（日本基督教会の牧師）[48]
- 弟・威三郎（農学者） - マサチューセッツ州立農科大学、ハイデルベルヒ大学に学び、農事試験場や朝鮮総督府に勤める[49]。戦後は日大農獣医学部教授。
- 妻・ヨネ - 本郷湯島の材木商・斎藤政吉の次女。1912年に結婚したが翌年破綻[50]
- 妻・八重次 - 新橋の芸妓。1914年に結婚したが翌年破綻[50]
- 養子・永光 （1932-2012）- 作家・バー店主。従弟の杵屋五叟の子。

### 略系図
|  |  | 鷲津蓉裳 | 鷲津蓉裳 | 鷲津蓉裳 | 鷲津蓉裳 | 鷲津蓉裳 | 鷲津蓉裳 |  |  | （氏名不明） | （氏名不明） | （氏名不明） | （氏名不明） | （氏名不明） | （氏名不明） |  |  | （氏名不明）          | （氏名不明）          | （氏名不明）          | （氏名不明）          | （氏名不明）          | （氏名不明）          |  |  | 鷲津名都江 （小鳩くるみ） | 鷲津名都江 （小鳩くるみ） | 鷲津名都江 （小鳩くるみ） | 鷲津名都江 （小鳩くるみ） | 鷲津名都江 （小鳩くるみ） | 鷲津名都江 （小鳩くるみ） |  |  |            |            |            |            |            |            |
|  |  | 鷲津蓉裳 | 鷲津蓉裳 | 鷲津蓉裳 | 鷲津蓉裳 | 鷲津蓉裳 | 鷲津蓉裳 |  |  | （氏名不明） | （氏名不明） | （氏名不明） | （氏名不明） | （氏名不明） | （氏名不明） |  |  | （氏名不明）          | （氏名不明）          | （氏名不明）          | （氏名不明）          | （氏名不明）          | （氏名不明）          |  |  | 鷲津名都江 （小鳩くるみ） | 鷲津名都江 （小鳩くるみ） | 鷲津名都江 （小鳩くるみ） | 鷲津名都江 （小鳩くるみ） | 鷲津名都江 （小鳩くるみ） | 鷲津名都江 （小鳩くるみ） |  |  |            |            |            |            |            |            |
|  |  |          |          |          |          |          |          |  |  |              |              |              |              |              |              |  |  |                       |                       |                       |                       |                       |                       |  |  |                           |                           |                           |                           |                           |                           |  |  |            |            |            |            |            |            |
|  |  | 鷲津毅堂 | 鷲津毅堂 | 鷲津毅堂 | 鷲津毅堂 | 鷲津毅堂 | 鷲津毅堂 |  |  | 恒           | 恒           | 恒           | 恒           | 恒           | 恒           |  |  | 永井壮吉 （永井荷風） | 永井壮吉 （永井荷風） | 永井壮吉 （永井荷風） | 永井壮吉 （永井荷風） | 永井壮吉 （永井荷風） | 永井壮吉 （永井荷風） |  |  | 永井永光                  | 永井永光                  | 永井永光                  | 永井永光                  | 永井永光                  | 永井永光                  |  |  | 永井壮一郎 | 永井壮一郎 | 永井壮一郎 | 永井壮一郎 | 永井壮一郎 | 永井壮一郎 |
|  |  | 鷲津毅堂 | 鷲津毅堂 | 鷲津毅堂 | 鷲津毅堂 | 鷲津毅堂 | 鷲津毅堂 |  |  | 恒           | 恒           | 恒           | 恒           | 恒           | 恒           |  |  | 永井壮吉 （永井荷風） | 永井壮吉 （永井荷風） | 永井壮吉 （永井荷風） | 永井壮吉 （永井荷風） | 永井壮吉 （永井荷風） | 永井壮吉 （永井荷風） |  |  | 永井永光                  | 永井永光                  | 永井永光                  | 永井永光                  | 永井永光                  | 永井永光                  |  |  | 永井壮一郎 | 永井壮一郎 | 永井壮一郎 | 永井壮一郎 | 永井壮一郎 | 永井壮一郎 |
|  |  |          |          |          |          |          |          |  |  |              |              |              |              |              |              |  |  |                       |                       |                       |                       |                       |                       |  |  |                           |                           |                           |                           |                           |                           |  |  |            |            |            |            |            |            |
|  |  |          |          |          |          |          |          |  |  |              |              |              |              |              |              |  |  | 鷲津貞二郎            |                       |                       |                       |                       |                       |  |  |                           |                           |                           |                           |                           |                           |  |  |            |            |            |            |            |            |
|  |  |          |          |          |          |          |          |  |  |              |              |              |              |              |              |  |  |                       |                       |                       |                       |                       |                       |  |  |                           |                           |                           |                           |                           |                           |  |  |            |            |            |            |            |            |
|  |  |          |          |          |          |          |          |  |  |              |              |              |              |              |              |  |  |                       |                       |                       |                       |                       |                       |  |  |                           |                           |                           |                           |                           |                           |  |  |            |            |            |            |            |            |
|  |  |          |          |          |          |          |          |  |  | 永井久一郎   | 永井久一郎   | 永井久一郎   | 永井久一郎   | 永井久一郎   | 永井久一郎   |  |  | 永井威三郎            | 永井威三郎            | 永井威三郎            | 永井威三郎            | 永井威三郎            | 永井威三郎            |  |  |                           |                           |                           |                           |                           |                           |  |  |            |            |            |            |            |            |
|  |  |          |          |          |          |          |          |  |  | 永井久一郎   | 永井久一郎   | 永井久一郎   | 永井久一郎   | 永井久一郎   | 永井久一郎   |  |  | 永井威三郎            | 永井威三郎            | 永井威三郎            | 永井威三郎            | 永井威三郎            | 永井威三郎            |  |  |                           |                           |                           |                           |                           |                           |  |  |            |            |            |            |            |            |
|  |  |          |          |          |          |          |          |  |  |              |              |              |              |              |              |  |  |                       |                       |                       |                       |                       |                       |  |  |                           |                           |                           |                           |                           |                           |  |  |            |            |            |            |            |            |
|  |  | 永井匡威 | 永井匡威 | 永井匡威 | 永井匡威 | 永井匡威 | 永井匡威 |  |  | 永井松右衛門 | 永井松右衛門 | 永井松右衛門 | 永井松右衛門 | 永井松右衛門 | 永井松右衛門 |  |  | 永井松三              | 永井松三              | 永井松三              | 永井松三              | 永井松三              | 永井松三              |  |  | 永井邦夫                  | 永井邦夫                  | 永井邦夫                  | 永井邦夫                  | 永井邦夫                  | 永井邦夫                  |  |  |            |            |            |            |            |            |
|  |  | 永井匡威 | 永井匡威 | 永井匡威 | 永井匡威 | 永井匡威 | 永井匡威 |  |  | 永井松右衛門 | 永井松右衛門 | 永井松右衛門 | 永井松右衛門 | 永井松右衛門 | 永井松右衛門 |  |  | 永井松三              | 永井松三              | 永井松三              | 永井松三              | 永井松三              | 永井松三              |  |  | 永井邦夫                  | 永井邦夫                  | 永井邦夫                  | 永井邦夫                  | 永井邦夫                  | 永井邦夫                  |  |  |            |            |            |            |            |            |
|  |  |          |          |          |          |          |          |  |  |              |              |              |              |              |              |  |  |                       |                       |                       |                       |                       |                       |  |  |                           |                           |                           |                           |                           |                           |  |  |            |            |            |            |            |            |
|  |  |          |          |          |          |          |          |  |  |              |              |              |              |              |              |  |  | 西竹一                |                       |                       |                       |                       |                       |  |  |                           |                           |                           |                           |                           |                           |  |  |            |            |            |            |            |            |
|  |  |          |          |          |          |          |          |  |  |              |              |              |              |              |              |  |  |                       |                       |                       |                       |                       |                       |  |  | 西泰徳                    |                           |                           |                           |                           |                           |  |  |            |            |            |            |            |            |
|  |  |          |          |          |          |          |          |  |  |              |              |              |              |              |              |  |  |                       |                       |                       |                       |                       |                       |  |  |                           |                           |                           |                           |                           |                           |  |  |            |            |            |            |            |            |
|  |  |          |          |          |          |          |          |  |  |              |              |              |              |              |              |  |  | 武子                  |                       |                       |                       |                       |                       |  |  |                           |                           |                           |                           |                           |                           |  |  |            |            |            |            |            |            |
|  |  |          |          |          |          |          |          |  |  |              |              |              |              |              |              |  |  |                       |                       |                       |                       |                       |                       |  |  |                           |                           |                           |                           |                           |                           |  |  |            |            |            |            |            |            |
|  |  |          |          |          |          |          |          |  |  |              |              |              |              |              |              |  |  |                       |                       |                       |                       |                       |                       |  |  |                           |                           |                           |                           |                           |                           |  |  |            |            |            |            |            |            |
|  |  |          |          |          |          |          |          |  |  |              |              |              |              |              |              |  |  | 柳原義光              |                       |                       |                       |                       |                       |  |  |                           |                           |                           |                           |                           |                           |  |  |            |            |            |            |            |            |
|  |  |          |          |          |          |          |          |  |  | 川村鉄太郎   |              |              |              |              |              |  |  |                       |                       |                       |                       |                       |                       |  |  |                           |                           |                           |                           |                           |                           |  |  |            |            |            |            |            |            |
|  |  |          |          |          |          |          |          |  |  |              |              |              |              |              |              |  |  |                       |                       |                       |                       |                       |                       |  |  |                           |                           |                           |                           |                           |                           |  |  |            |            |            |            |            |            |
|  |  |          |          |          |          |          |          |  |  |              |              |              |              |              |              |  |  | 花子                  |                       |                       |                       |                       |                       |  |  |                           |                           |                           |                           |                           |                           |  |  |            |            |            |            |            |            |
|  |  |          |          |          |          |          |          |  |  |              |              |              |              |              |              |  |  |                       |                       |                       |                       |                       |                       |  |  |                           |                           |                           |                           |                           |                           |  |  |            |            |            |            |            |            |
|  |  |          |          |          |          |          |          |  |  |              |              |              |              |              |              |  |  |                       |                       |                       |                       |                       |                       |  |  |                           |                           |                           |                           |                           |                           |  |  |            |            |            |            |            |            |
|  |  |          |          |          |          |          |          |  |  |              |              |              |              |              |              |  |  | 艶子                  |                       |                       |                       |                       |                       |  |  |                           |                           |                           |                           |                           |                           |  |  |            |            |            |            |            |            |
|  |  |          |          |          |          |          |          |  |  |              |              |              |              |              |              |  |  |                       |                       |                       |                       |                       |                       |  |  |                           |                           |                           |                           |                           |                           |  |  |            |            |            |            |            |            |
|  |  |          |          |          |          |          |          |  |  |              |              |              |              |              |              |  |  |                       |                       |                       |                       |                       |                       |  |  |                           |                           |                           |                           |                           |                           |  |  |            |            |            |            |            |            |
|  |  |          |          |          |          |          |          |  |  |              |              |              |              |              |              |  |  | 阪本瑞男              | 阪本瑞男              | 阪本瑞男              | 阪本瑞男              | 阪本瑞男              | 阪本瑞男              |  |  | 野村万作                  | 野村万作                  | 野村万作                  | 野村万作                  | 野村万作                  | 野村万作                  |  |  |            |            |            |            |            |            |
|  |  |          |          |          |          |          |          |  |  |              |              |              |              |              |              |  |  | 阪本瑞男              | 阪本瑞男              | 阪本瑞男              | 阪本瑞男              | 阪本瑞男              | 阪本瑞男              |  |  | 野村万作                  | 野村万作                  | 野村万作                  | 野村万作                  | 野村万作                  | 野村万作                  |  |  |            |            |            |            |            |            |
|  |  |          |          |          |          |          |          |  |  |              |              |              |              |              |              |  |  |                       |                       |                       |                       |                       |                       |  |  |                           |                           |                           |                           |                           |                           |  |  | 野村萬斎   |            |            |            |            |            |
|  |  |          |          |          |          |          |          |  |  |              |              |              |              |              |              |  |  |                       |                       |                       |                       |                       |                       |  |  |                           |                           |                           |                           |                           |                           |  |  |            |            |            |            |            |            |
|  |  |          |          |          |          |          |          |  |  | 阪本釤之助   | 阪本釤之助   | 阪本釤之助   | 阪本釤之助   | 阪本釤之助   | 阪本釤之助   |  |  | 阪本越郎              | 阪本越郎              | 阪本越郎              | 阪本越郎              | 阪本越郎              | 阪本越郎              |  |  | 阪本若葉子                | 阪本若葉子                | 阪本若葉子                | 阪本若葉子                | 阪本若葉子                | 阪本若葉子                |  |  |            |            |            |            |            |            |
|  |  |          |          |          |          |          |          |  |  | 阪本釤之助   | 阪本釤之助   | 阪本釤之助   | 阪本釤之助   | 阪本釤之助   | 阪本釤之助   |  |  | 阪本越郎              | 阪本越郎              | 阪本越郎              | 阪本越郎              | 阪本越郎              | 阪本越郎              |  |  | 阪本若葉子                | 阪本若葉子                | 阪本若葉子                | 阪本若葉子                | 阪本若葉子                | 阪本若葉子                |  |  |            |            |            |            |            |            |
|  |  |          |          |          |          |          |          |  |  |              |              |              |              |              |              |  |  |                       |                       |                       |                       |                       |                       |  |  |                           |                           |                           |                           |                           |                           |  |  |            |            |            |            |            |            |
|  |  |          |          |          |          |          |          |  |  |              |              |              |              |              |              |  |  | 坂本鹿名夫            |                       |                       |                       |                       |                       |  |  |                           |                           |                           |                           |                           |                           |  |  |            |            |            |            |            |            |
|  |  |          |          |          |          |          |          |  |  |              |              |              |              |              |              |  |  |                       |                       |                       |                       |                       |                       |  |  |                           |                           |                           |                           |                           |                           |  |  |            |            |            |            |            |            |
|  |  |          |          |          |          |          |          |  |  |              |              |              |              |              |              |  |  |                       |                       |                       |                       |                       |                       |  |  |                           |                           |                           |                           |                           |                           |  |  |            |            |            |            |            |            |
|  |  |          |          |          |          |          |          |  |  | 永井佐々吉   | 永井佐々吉   | 永井佐々吉   | 永井佐々吉   | 永井佐々吉   | 永井佐々吉   |  |  | 古井喜実              | 古井喜実              | 古井喜実              | 古井喜実              | 古井喜実              | 古井喜実              |  |  |                           |                           |                           |                           |                           |                           |  |  |            |            |            |            |            |            |
|  |  |          |          |          |          |          |          |  |  | 永井佐々吉   | 永井佐々吉   | 永井佐々吉   | 永井佐々吉   | 永井佐々吉   | 永井佐々吉   |  |  | 古井喜実              | 古井喜実              | 古井喜実              | 古井喜実              | 古井喜実              | 古井喜実              |  |  |                           |                           |                           |                           |                           |                           |  |  |            |            |            |            |            |            |
|  |  |          |          |          |          |          |          |  |  |              |              |              |              |              |              |  |  |                       |                       |                       |                       |                       |                       |  |  |                           |                           |                           |                           |                           |                           |  |  |            |            |            |            |            |            |
|  |  |          |          |          |          |          |          |  |  |              |              |              |              |              |              |  |  | ふく                  |                       |                       |                       |                       |                       |  |  |                           |                           |                           |                           |                           |                           |  |  |            |            |            |            |            |            |
|  |  |          |          |          |          |          |          |  |  |              |              |              |              |              |              |  |  |                       |                       |                       |                       |                       |                       |  |  |                           |                           |                           |                           |                           |                           |  |  |            |            |            |            |            |            |
|  |  |          |          |          |          |          |          |  |  |              |              |              |              |              |              |  |  |                       |                       |                       |                       |                       |                       |  |  | 馳浩                      |                           |                           |                           |                           |                           |  |  |            |            |            |            |            |            |
|  |  |          |          |          |          |          |          |  |  |              |              |              |              |              |              |  |  | 小野寺房子            |                       |                       |                       |                       |                       |  |  |                           |                           |                           |                           |                           |                           |  |  |            |            |            |            |            |            |
|  |  |          |          |          |          |          |          |  |  |              |              |              |              |              |              |  |  |                       |                       |                       |                       |                       |                       |  |  | 高見恭子                  |                           |                           |                           |                           |                           |  |  |            |            |            |            |            |            |
|  |  |          |          |          |          |          |          |  |  |              |              |              |              |              |              |  |  |                       |                       |                       |                       |                       |                       |  |  |                           |                           |                           |                           |                           |                           |  |  |            |            |            |            |            |            |
|  |  |          |          |          |          |          |          |  |  |              |              |              |              |              |              |  |  | 高見順                |                       |                       |                       |                       |                       |  |  |                           |                           |                           |                           |                           |                           |  |  |            |            |            |            |            |            |
|  |  |          |          |          |          |          |          |  |  |              |              |              |              |              |              |  |  |                       |                       |                       |                       |                       |                       |  |  |                           |                           |                           |                           |                           |                           |  |  |            |            |            |            |            |            |
|  |  |          |          |          |          |          |          |  |  |              |              |              |              |              |              |  |  |                       |                       |                       |                       |                       |                       |  |  | 由紀子                    |                           |                           |                           |                           |                           |  |  |            |            |            |            |            |            |
|  |  |          |          |          |          |          |          |  |  |              |              |              |              |              |              |  |  |                       |                       |                       |                       |                       |                       |  |  |                           |                           |                           |                           |                           |                           |  |  |            |            |            |            |            |            |
|  |  |          |          |          |          |          |          |  |  |              |              |              |              |              |              |  |  | 秋子                  |                       |                       |                       |                       |                       |  |  |                           |                           |                           |                           |                           |                           |  |  |            |            |            |            |            |            |
|  |  |          |          |          |          |          |          |  |  |              |              |              |              |              |              |  |  |                       |                       |                       |                       |                       |                       |  |  | 大島成友                  |                           |                           |                           |                           |                           |  |  |            |            |            |            |            |            |
|  |  |          |          |          |          |          |          |  |  |              |              |              |              |              |              |  |  |                       |                       |                       |                       |                       |                       |  |  |                           |                           |                           |                           |                           |                           |  |  |            |            |            |            |            |            |
|  |  |          |          |          |          |          |          |  |  | 大島久満次   | 大島久満次   | 大島久満次   | 大島久満次   | 大島久満次   | 大島久満次   |  |  | 大島一雄 （杵屋五叟） | 大島一雄 （杵屋五叟） | 大島一雄 （杵屋五叟） | 大島一雄 （杵屋五叟） | 大島一雄 （杵屋五叟） | 大島一雄 （杵屋五叟） |  |  |                           |                           |                           |                           |                           |                           |  |  |            |            |            |            |            |            |
|  |  |          |          |          |          |          |          |  |  | 大島久満次   | 大島久満次   | 大島久満次   | 大島久満次   | 大島久満次   | 大島久満次   |  |  | 大島一雄 （杵屋五叟） | 大島一雄 （杵屋五叟） | 大島一雄 （杵屋五叟） | 大島一雄 （杵屋五叟） | 大島一雄 （杵屋五叟） | 大島一雄 （杵屋五叟） |  |  |                           |                           |                           |                           |                           |                           |  |  |            |            |            |            |            |            |
|  |  |          |          |          |          |          |          |  |  |              |              |              |              |              |              |  |  |                       |                       |                       |                       |                       |                       |  |  | 永井永光                  |                           |                           |                           |                           |                           |  |  |            |            |            |            |            |            |
|  |  |          |          |          |          |          |          |  |  |              |              |              |              |              |              |  |  |                       |                       |                       |                       |                       |                       |  |  |                           |                           |                           |                           |                           |                           |  |  |            |            |            |            |            |            |
|  |  |          |          |          |          |          |          |  |  | 永井銉次     |              |              |              |              |              |  |  |                       |                       |                       |                       |                       |                       |  |  |                           |                           |                           |                           |                           |                           |  |  |            |            |            |            |            |            |
|  |  |          |          |          |          |          |          |  |  |              |              |              |              |              |              |  |  |                       |                       |                       |                       |                       |                       |  |  |                           |                           |                           |                           |                           |                           |  |  |            |            |            |            |            |            |
|  |  |          |          |          |          |          |          |  |  |              |              |              |              |              |              |  |  |                       |                       |                       |                       |                       |                       |  |  |                           |                           |                           |                           |                           |                           |  |  |            |            |            |            |            |            |
|  |  |          |          |          |          |          |          |  |  | 永井頑頡     |              |              |              |              |              |  |  |                       |                       |                       |                       |                       |                       |  |  |                           |                           |                           |                           |                           |                           |  |  |            |            |            |            |            |            |
|  |  |          |          |          |          |          |          |  |  |              |              |              |              |              |              |  |  |                       |                       |                       |                       |                       |                       |  |  |                           |                           |                           |                           |                           |                           |  |  |            |            |            |            |            |            |

## 主な作品
詳細な書誌・著作年表は、たとえば、『岩波版荷風全集』の最終巻にある。

### 単行本
以下の列記は / 印左は初刊版、右は最新と思われる改訂再刊版。出版の西暦年次で表記、例（1902）
- 『地獄の花』、金港堂（1902）/ 『明治の文学 25 永井荷風・谷崎潤一郎』、筑摩書房（2001）所収
- 『夢の女』、新声社（1903）/  集英社文庫（1993）ISBN 9784087480146
- 『あめりか物語』、博文館（1908）/  岩波文庫（改版2002）ISBN 9784003104262
- 『狐』、中学世界（雑誌）（1909）/ 『明治の文学 25 永井荷風・谷崎潤一郎』、筑摩書房（2001）所収。（余丁町の家の思い出）
- 『ふらんす物語』、博文館（1909 発禁）/  新潮文庫（改版2003）ISBN 9784101069012
- 『冷笑』、佐久良書房（1910）/ 『明治文学全集 73 永井荷風集』、筑摩書房 （1977）所収
- 『すみた川』、籾山書店（1911）/ 『すみだ川 新橋夜話 他一篇』、岩波文庫（改版1987）ISBN 9784003104224
- 『新橋夜話』、籾山書店（1912）/ 同上
- 『珊瑚集』（訳詩集）、籾山書店（1913）/ 岩波文庫（改版1991）ISBN 9784003104163
- 『日和下駄』、籾山書店（1915）/ 講談社文芸文庫（1999）ISBN 9784061976856
- 『腕くらべ』、十里香館（1918）/ 岩波文庫（改版1987）ISBN 9784003104125
- 『江戸芸術論』、春陽堂（1920）/ 岩波文庫（2000）ISBN 9784003104279
- 『おかめ笹』、春陽堂（1920）/ 岩波文庫（2002）ISBN 9784003104194
- 『雨潚潚』、春陽堂（1922）/ 『雨瀟瀟・雪解　他七篇』、岩波文庫（1987）ISBN 9784003104231
- 『麻布襍記』、春陽堂（1924）/ 『麻布襍記 附・自選荷風百句』中公文庫（2018）ISBN 9784122066151
- 『下谷叢話』、春陽堂（1926）/ 岩波文庫（2000）ISBN 9784003104286
- 『つゆのあとさき』、中央公論社（1931）/ 岩波文庫（改版1987）ISBN 9784003104149。新潮文庫で新編
- 『濹東綺譚』、岩波書店（1937）/ 新潮文庫（改版2011）。岩波・角川・中公文庫で新編
- 『ひかげの花』、中央公論社（1946）/ 『ひかげの花・踊子』新潮文庫（1951）
- 『問はずがたり』、扶桑書房（1946）/ 『問はずがたり・吾妻橋　他十六篇』、岩波文庫（2019）
- 『来訪者』、筑摩書房（1946）/ 『花火・来訪者　他十一篇』、岩波文庫（2019）
- 『勲章』、扶桑書房（1947）/ 『踊子・勲章・問はずがたり』岩波文庫（1956）
- 『浮沈』、中央公論社（1947）/ 『浮沈・踊子　他三篇』、岩波文庫（2019）
- 『踊子』、井原文庫（1948）/ 『浮沈・踊子　他三篇』、岩波文庫（2019）
- 『葛飾土産』、中央公論社（1950）/ 中公文庫（2019）ISBN 9784122067158
  - 『荷風随筆集』所収、野口富士男編、岩波文庫（上下、1986）ISBN 9784003104170  & ISBN 9784003104187
- 『断腸亭日乗』（1917年以降の日記）、岩波書店「全集」版、および単行判
  - 『摘録 断腸亭日乗』、磯田光一編、岩波文庫（上下、1987）ISBN 9784003104200 & ISBN 9784003104217。抜粋
  - 『断腸亭日乗』、中島国彦・多田蔵人校注、岩波文庫（全9冊、2024-）第1巻 ISBN 9784003600481 第2巻 ISBN 9784003600498。全文収録

### 全集
- 『荷風全集』全6巻、春陽堂（1918 - 1920）/ （1925 - 1927）
- 『荷風全集』全24巻、中央公論社（1948 - 1953）
- 『荷風全集』全28巻、岩波書店（1962 - 1965）/ 第二次版（全29巻：1971 - 1974）
- 『新版 荷風全集』全30巻、岩波書店（1992 - 1995）/ 第二次版（2009 - 2011）、別巻1を増補

### その他
公刊されない類の作品として、『四畳半襖の下張』と『ぬれずろ草紙』とがある。

## 作品の上演

### 演劇
- 1910年から1922年にかけて、『平惟盛』、『煙』、『三柏葉樹頭夜嵐』、『夜網誰白魚』、『夜網誰白魚』、『旅姿思掛稲』、『秋の別れ』などの新作歌舞伎が上演された[51]。
- 『すみだ川』、木村富子脚色、六代目市川壽美蔵ほか出演、本郷座（1928）
- 『葛飾情話』、菅原明朗作曲、永井智子ほか出演、オペラ館（1938）
- 『すみだ川』、小川丈夫脚色、オペラ館（1940）
- 1947年以降、『すみだ川』、『あぢさゐ』、『葛飾土産』、『新橋夜話』、『腕くらべ』『夢の女』が、新派により、度々上演された[52]。
- 『停電の夜の出来事』、浅草 大都劇場（1949）
- 『春情鳩の街』、浅草 大都劇場（1949）/ ロック座（1949）
- 『裸体』、仲沢清太郎脚色、ロック座（1950）
- 『渡り鳥いつかへる』、仲沢清太郎脚色、ロック座（1950）
- 『濹東綺譚』、芸術座（1964）
- 『あぢさゐ』、シアター1010（2005）

### 映画
『allcinemaの永井荷風』参照

### 流行歌
- 『すみだ川』、ポリドール（1937）、東海林太郎歌、田中絹代台詞[53]
- 『渡り鳥いつ帰る』、コロムビア（1955）、初代コロムビア・ローズ歌[54]

## 演じた俳優
- 佐藤慶 - 第1回「終戦日の荷風と潤一郎」‐「ドキュメンタリードラマ 昭和」

（1984年4月12日、テレビ朝日）、のちNHK番組「新藤兼人が読む断腸亭日乗」（1992年12月2・3日）でも荷風を演じた。
- 津川雅彦 - 「墨東綺譚」（1992年版、新藤兼人監督、ATG）
- 谷幹一 - 「渥美清のああ、青春日記」（1997年9月24日、フジテレビ）
- 石坂浩二 - 「わが家の歴史」（2010年4月11日、フジテレビ）